# CTT Correios de Portugal
CTT — Correios de Portugal (укр. Пошта Португалії]) — національний оператор поштового зв'язку Португалії зі штаб-квартирою в Лісабоні. Є публічною компанією та перебуває у приватній власності. Член Всесвітнього поштового союзу.